# Julien Mandel

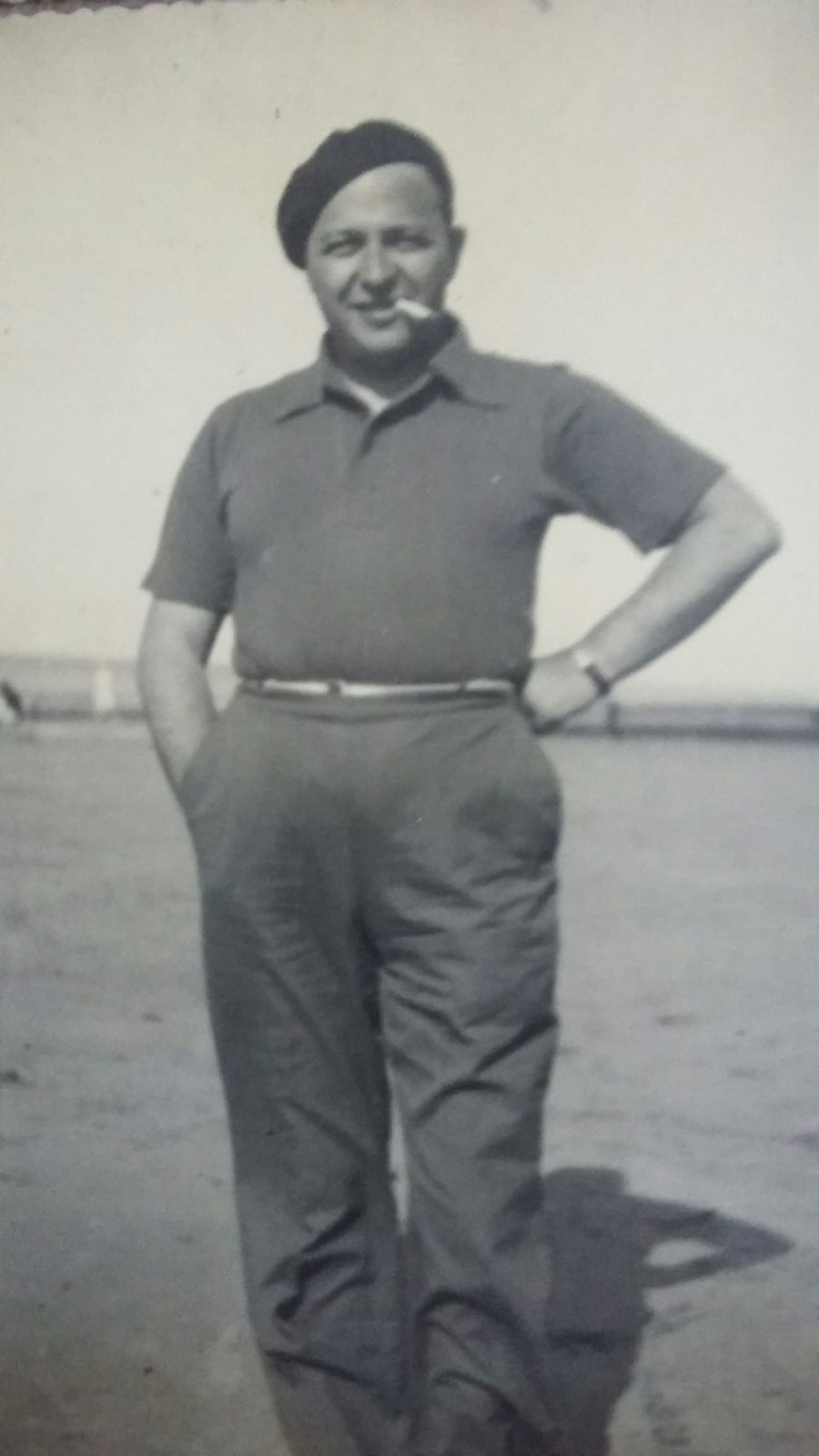
Julien Mandel (1936)

Julien Mandel, eigentlich Julien Mandel Mandelbaum (geboren um 1893; gestorben nach 1945 wahrscheinlich in Recife, Brasilien) war ein bekannter Kunst- und Erotikfotograf, der in den 1920er und 1930er Jahren in Frankreich und später in Brasilien arbeitete. 
Julien Mandel entstammte einer polnisch-jüdischen Familie, die ins Elsass auswanderte. Er widmete sein Leben der Förderung der Fotografie als Kunst. Seine klassischen Studien im weiblichen Akt, Alice Prin, wurden in Frankreich als Motivpostkarten verwendet und wurden schnell zu Sammlerobjekten. Er war Mitglied der deutschen Avantgarde-Gruppe Neues Zeitalter im Freien. Seine Fotos signierte er in der Namensform J. Mandel, was zu einer gewissen Unsicherheit über seinen Vornamen führte, der manchmal auch mit „Julian“ angegeben wird.
1935 schloss er sein Fotostudio in Paris und wanderte nach Recife in Brasilien aus. Dort eröffnete er erneut ein Fotostudio und war darüber hinaus als Dokumentarfilmer und Filmproduzent tätig.